# Protonebula albimaculata
Protonebula albimaculata là một loài bướm đêm trong họ Geometridae.